# Kamil Mikulčík
 (novembre 2018).
Si vous disposez d'ouvrages ou d'articles de référence ou si vous connaissez des sites web de qualité traitant du thème abordé ici, merci de compléter l'article en donnant les références utiles à sa vérifiabilité et en les liant à la section « Notes et références ».
Kamil Mikulčík, né le 18 novembre 1977 à Trnava, est un chanteur slovaque.

## Eurovision 2009
Il représente la Slovaquie en duo avec Nela Pocisková lors de la seconde demi-finale du Concours Eurovision de la chanson 2009 à Moscou, le 14 mai 2009, avec la chanson Leť tmou (« Vol de nuit »). La chanson termine à la 18e place et ne se qualifie pas pour la finale.